# محمدعلی شیرازی (وزیر خارجه)
میرزا محمدعلی خان شیرازی وزیر امور خارجهٔ ایران در اوایل پادشاهی ناصرالدین شاه قاجار است.
او پسر «محمداسماعیل استاد» و برادرزادهٔ میرزا ابوالحسن خان شیرازی وزیر خارجهٔ ایران در زمان فتحعلی شاه و محمد شاه بود و در زمان وزارت عمویش در این وزارتخانه مشغول به کار بود. در اواخر پادشاهی محمد شاه به‌عنوان سفیر به پاریس فرستاده شد. به جهت مبادلهٔ تصدیق‌نامه‌های قرارداد ارزنةالروم به استامبول رفت و در آن جا عثمانی‌ها، روس‌ها و انگلیسی‌ها «ایضاحات چهارگانه» را به او تحمیل کردند که حقوق ایران را خدشه‌دار می‌نمود.
در زمان پادشاهی ناصرالدین شاه و پس از مرگ میرزا مسعود خان انصاری، امیرکبیر شخصاً زمام امور خارجه را در دست گرفت و میرزا محمدعلی خان نایب وزارت خارجه شد تا این که به موجب فرمان ۱۹ رمضان ۱۲۶۷ ه‍.ق (برابر ۲۷ تیر ۱۲۳۰ ه‍.خ) از سوی ناصرالدین شاه به وزارت امور خارجه برگزیده شد. چند ماه بعد امیرکبیر برکنار شد و نتوانست گشایش دارالفنون را ببیند. میرزا محمدعلی خان شیرازی نخستین رئیس دارالفنون شد ولی اندکی بعد در دوشنبه ۱۸ ربیع‌الثانی ۱۲۶۸ ه‍.ق (۲۰ بهمن ۱۲۳۰ ه‍.خ) در گذشت.